# 1940 na televisão

## Nascimentos
| Data            | Nome                | Profissão                                                                  | Nacionalidade  | Observações | Ref   |
| --------------- | ------------------- | -------------------------------------------------------------------------- | -------------- | ----------- | ----- |
| 5 de janeiro    | Enrique Rocha       | ator                                                                       | México         | m. 2021     | [ 1 ] |
| 24 de janeiro   | Nam-nguen Boonnak   | atriz                                                                      | Tailândia      |             |       |
| 22 de fevereiro | Aracy Balabanian    | atriz                                                                      | Brasil         | m. 2023     | [ 2 ] |
| 24 de fevereiro | Cláudio Cavalcanti  | ator, escritor e dramaturgo                                                | Brasil         | m. 2013     | [ 3 ] |
| 27 de fevereiro | Marilu Bueno        | atriz                                                                      | Brasil         | m. 2022     | [ 4 ] |
| 6 de março      | Paulo Figueiredo    | ator                                                                       | Brasil         |             |       |
| 17 de abril     | Rony Cócegas        | ator, comediante e músico                                                  | Brasil         | m. 1999     | [ 5 ] |
| 7 de maio       | Jacyra Silva        | atriz                                                                      | Brasil         | m. 1995     |       |
| 25 de junho     | Mary Beth Peil      | atriz                                                                      | Estados Unidos |             |       |
| 8 de agosto     | Ney Gonçalves Dias  | jornalista e radialista                                                    | Brasil         |             |       |
| 26 de setembro  | Cláudio Marzo       | ator                                                                       | Brasil         | m. 2015     | [ 6 ] |
| 9 de outubro    | Cláudio Mamberti    | ator                                                                       | Brasil         | m. 2001     | [ 7 ] |
| 19 de outubro   | Paulo César Pereio  | ator                                                                       | Brasil         | m. 2024     | [ 8 ] |
| 31 de outubro   | Walderez de Barros  | atriz                                                                      | Brasil         |             |       |
| 11 de novembro  | Antônio Pedro       | ator                                                                       | Brasil         | m. 2023     | [ 9 ] |
| 11 de novembro  | Alexandre Garcia    | jornalista, apresentador, comentarista, colunista político e conferencista | Brasil         |             |       |
| 11 de dezembro  | André Luiz "Chapéu" | Ator e Dublador                                                            | Brasil         | m. 1991     |       |

## Mortes
| Data | Nome | Profissão | Nacionalidade | Observações | Ref |
| ---- | ---- | --------- | ------------- | ----------- | --- |